# Điếu văn

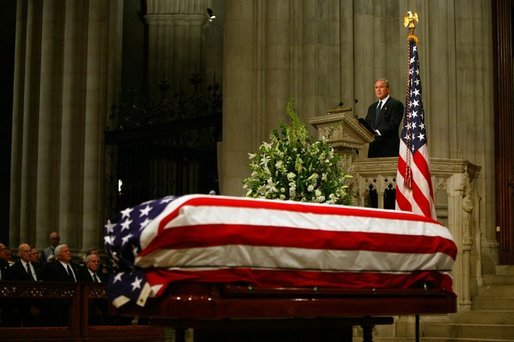
George W. Bush đọc điếu văn tại lễ tang quốc gia của Ronald Reagan, tháng 6 năm 2004.

Một điếu văn (tiếng Anh: eulogy; từ εὐλογία, eulogia, tiếng Hy Lạp cổ điển, eu có nghĩa là "tốt" hoặc "đúng", logia có nghĩa là "lời" hoặc "văn bản", cùng nhau để diễn tả "lời khen ngợi") là một bài diễn thuyết hoặc văn bản ca ngợi một người hoặc nhiều người, đặc biệt là người đã mới qua đời hoặc đã nghỉ hưu, hoặc như một từ ngữ yêu mến.
Các điếu văn thường được đọc trong các nghi lễ đám tang. Ở Hoa Kỳ, chúng được tổ chức trong một nhà tang lễ trong hoặc sau buổi Thám tử (wake); ở Vương quốc Anh, chúng được đọc trong lễ cầu hồn, thường tại một nhà hỏa táng hoặc nơi thờ phụng, trước buổi thám tử. Ở Hoa Kỳ, một số tôn giáo không khuyến khích hoặc không cho phép các điếu văn trong các nghi lễ nhằm duy trì sự tôn trọng cho các truyền thống. Các điếu văn cũng có thể khen ngợi những người còn sống. Thường diễn ra trong các dịp đặc biệt như sinh nhật, bữa tiệc văn phòng, kỷ niệm nghỉ hưu, v.v. Điếu văn không nên bị nhầm lẫn với thơ tưởng, đó là những bài thơ viết để tưởng nhớ người đã qua đời; cũng không nên nhầm lẫn với tờ báo tử, đó là những bài viết mô tả cuộc đời của những người đã qua đời gần đây; cũng không nên nhầm lẫn với các tế lễ tang, đề cập chung đến các nghi lễ xung quanh đám tang. Các linh mục Công giáo La Mã bị cấm bởi Sách phụ lục trong Thánh lễ không đọc điếu văn thay cho bài giảng khi cử hành Thánh lễ tang.
Việc sử dụng hiện đại của thuật ngữ điếu văn được ghi nhận lần đầu trong thế kỷ 16 và xuất phát từ thuật ngữ Latin cổ eulogium. Eulogium thời đó đã trở thành điếu văn ngắn hơn của ngày nay.
Các điếu văn thường được phát biểu bởi một thành viên trong gia đình hoặc bạn thân trong trường hợp của người đã qua đời. Đối với điếu văn dành cho người còn sống như trong trường hợp nghỉ hưu, một đồng nghiệp cấp cao có thể đọc điếu văn. Đôi khi, điếu văn được phát biểu cho những người mắc bệnh nặng hoặc tuổi già nhằm thể hiện những lời yêu thương và biết ơn trước khi họ qua đời. Điếu văn không chỉ giới hạn trong việc khen ngợi con người, mà còn có thể dành cho các địa điểm hoặc vật phẩm (mà bất kỳ ai cũng có thể phát biểu), nhưng điều này ít phổ biến hơn so với điếu văn dành cho con người, bất kể còn sống hay đã qua đời.
Trong một số trường hợp, người ta viết một bài tự điếu văn trước khi chủ thể qua đời, với mục đích cho một người bạn hoặc người thân đọc lời của họ trong lễ thánh tang. Có những ví dụ đáng chú ý như điếu văn tự thăng bằng của nhà văn Mỹ Kurt Vonnegut (được mượn từ lễ tang của chú của ông) và một điếu văn tự hài hước của cầu thủ bóng đá Úc theo quy tắc và người nổi tiếng truyền thông Lou Richards, được đọc bởi một người bạn.

## Các điếu văn nổi tiếng
Một điếu văn thành công có thể mang lại sự an ủi, truyền cảm hứng hoặc thiết lập một mối liên kết với người được khen ngợi trong điếu văn. Phần tiếp theo sẽ khám phá một số điếu văn nổi tiếng đã làm được như vậy.
Điếu văn của Tổng thống Hoa Kỳ Ronald Reagan cho tàu con thoi Challenger (1986):
Tôi biết đó là điều khó hiểu, nhưng đôi khi những điều đau đớn như thế này xảy ra. Đó là một phần của quá trình khám phá và khám phá. Đó là một phần của việc liều lĩnh và mở rộng tầm nhìn của con người. Tổ đội Challenger đang đưa chúng ta vào tương lai, và chúng ta sẽ tiếp tục đi theo họ.

Điếu văn của Charles Spencer cho chị gái Diana, Công nương xứ Wales (1997):
Diana thể hiện sự thông cảm, lòng trung thành, phong cách và vẻ đẹp. Trên toàn thế giới, cô ấy là biểu tượng của lòng nhân ái vô tư, một biểu tượng cho quyền của những người bị áp bức thực sự, một cô gái Anh thực sự vượt xa quốc tịch, một người có cao thượng tự nhiên không cần danh hiệu hoàng gia để tiếp tục tạo nên phép màu đặc biệt của cô ấy.

Điếu văn của Jawaharlal Nehru cho Mahatma Gandhi (1948):
Điều quan trọng nhất là chúng ta không thể có bất kỳ hành động thiếu kiểm soát nào vì sự tức giận. Chúng ta phải hành xử như những người mạnh mẽ và quyết đoán, quyết tâm đối mặt với tất cả những nguy hiểm mà bao quanh chúng ta, quyết định thực hiện nhiệm vụ mà người thầy và người lãnh đạo vĩ đại của chúng ta đã giao cho chúng ta, luôn nhớ rằng nếu, như tôi tin, tinh thần của ông ta nhìn chúng ta và nhìn thấy các ông, không có gì làm hắn lo lắng hơn là thấy chúng ta đã có bất kỳ hành vi nhỏ bé hoặc bạo lực nào.
Vì vậy, chúng ta không nên làm như vậy. Nhưng điều đó không có nghĩa là chúng ta phải yếu đuối, mà là chúng ta phải đối mặt với tất cả những khó khăn và xung đột bằng sức mạnh và sự đoàn kết. Các cuộc xung đột phải kết thúc trước một thảm họa lớn như thế này. Một thảm họa lớn là một biểu tượng cho chúng ta để nhớ đến tất cả những điều lớn lao trong cuộc sống và quên những điều nhỏ bé, mà chúng ta đã nghĩ quá nhiều về chúng.

Điếu văn của Ted Kennedy cho anh trai Robert F. Kennedy (1968):
Anh trai của tôi không cần được lý tưởng hóa hoặc phóng đại sau khi qua đời, hơn những gì ông đã là trong cuộc sống; chỉ cần nhớ ông là một người đàn ông tốt và đáng tin cậy, người nhìn thấy điều sai trái và cố gắng sửa chữa, thấy đau khổ và cố gắng làm lành, nhìn thấy chiến tranh và cố gắng dừng nó.
Chúng tôi những người yêu ông và đưa ông vào nghỉ ngơi hôm nay, cầu xin những gì ông đã là đối với chúng tôi và những gì ông ao ước cho người khác sẽ một ngày nào đó thành hiện thực cho toàn thế giới.
Như ông đã nói nhiều lần, ở nhiều nơi trên quốc gia này, với những người ông chạm vào và những người tìm cách chạm vào ông: Một số người nhìn thấy mọi thứ như chúng đang diễn ra và hỏi tại sao; tôi mơ ước những điều mà chưa từng có và hỏi tại sao không.

## Các loại điếu văn khác nhau
Có nhiều loại điếu văn khác nhau. Một số loại chỉ nhằm mô tả sơ lược về cuộc đời của người đó. Cuộc đời ngắn gọn đơn giản là việc kể lại những gì người đó đã trải qua trong cuộc đời. Điều này có thể được thực hiện để nhấn mạnh những điểm quan trọng trong cuộc đời của người đã qua đời. Một phiên bản khác là kể lại một cái nhìn cá nhân hơn về những gì người đã làm. Nó bao gồm việc kể lại những kỷ niệm mà người kể chuyện và người đã qua đời đã chia sẻ. Kỷ niệm, ấn tượng và trải nghiệm là những điều có thể được bao gồm trong việc kể lại điếu văn cá nhân. Ở hầu hết các nơi trên thế giới, điếu văn chủ yếu tập trung vào sự mô tả cuộc đời của người qua đời bằng cách nhấn mạnh những sự kiện quan trọng trong cuộc đời họ, như công việc hoặc sự nghiệp, giáo dục, v.v.